# Gautxo
|  | Aquest article tracta sobre els habitants i cultura tradicional del Sud de Brasil, nord-est d'Argentina i l'Uruguai. Si cerqueu el gentilici gaúcho, vegeu «Rio Grande do Sul». |

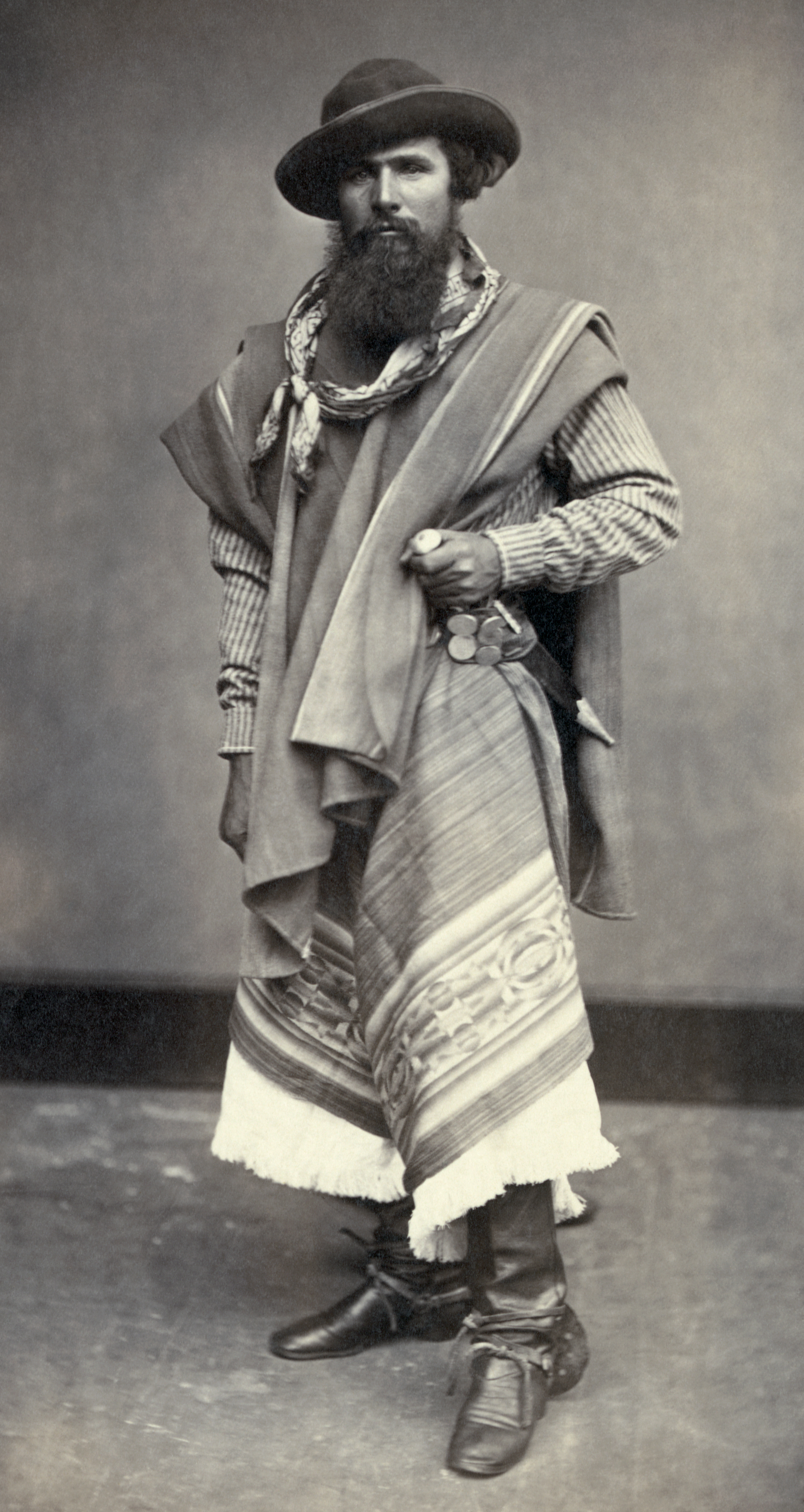
Fotografia presa per Eugenio Courret d'un gautxo argentí a Lima, Perú, al 1868

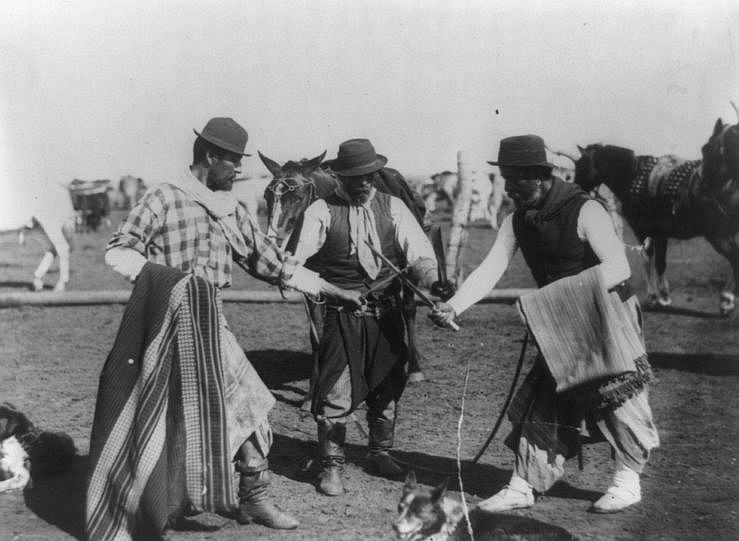
Gautxos argentins

El gautxo és l'habitant de les zones rurals de l'Argentina, Uruguai, Paraguai i el sud del Brasil, dedicat, principalment, a la ramaderia. És l'equivalent al cowboy nord-americà, el charro mexicà, el huaso xilè i el llanero veneçolà. La dona gautxa rep el nom tradicional de china.

## Etimologia
El terme català és la transliteració del castellà gaucho i del portuguès gaúcho. Hi ha diverses teories sobre l'origen del terme. Es creu que es deriva del quítxua huascho, que significa 'orfe' o 'vagabund', o de l'àrab chauch, un tipus de fuet utilitzat en els animals.
El primer registre escrit que conté el terme data del 1816. El terme china probablement prové del quítxua txina, i pot significar 'dona' o fins i tot 'servent' o, tradicionalment a Sud-amèrica, 'dona amb ulls ametllats o d'aparença ameríndia'.

## Orígens i distribució

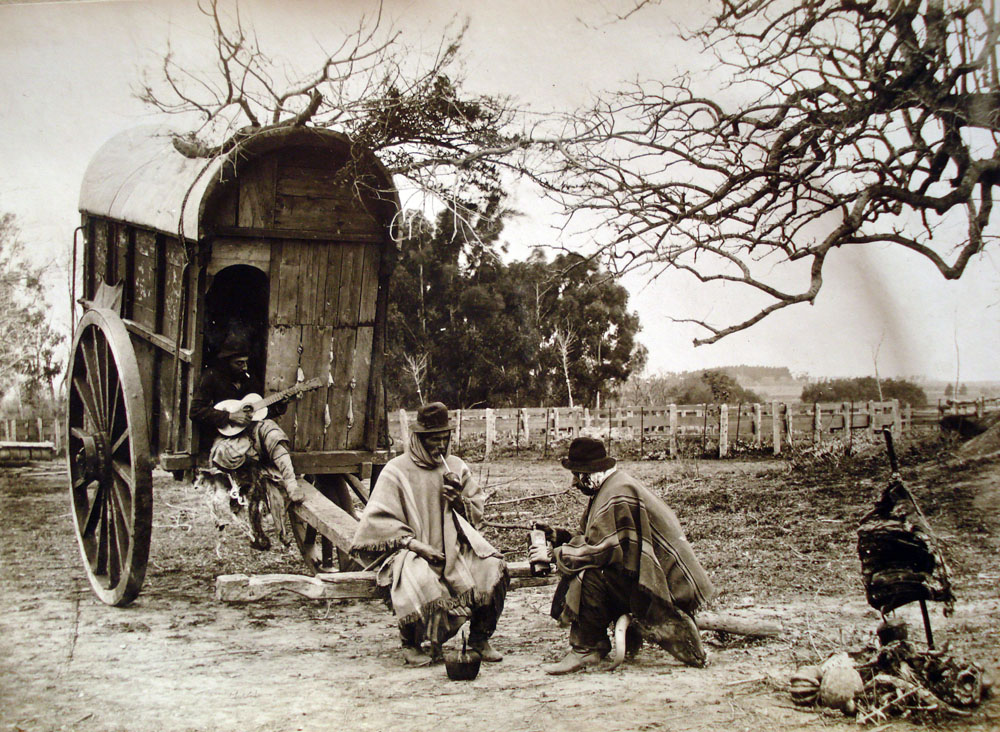
Gautxos prenent mate i tocant la guitarra a la pampa

Els gautxos eren, usualment, nòmades, i vivien arreu del territori argentí, part del sud de Bolívia, Paraguai, Uruguai i el territori actual de l'estat brasiler de Rio Grande do Sul.
La majoria dels gautxos eren criolls, sud-americans d'ascendència espanyola, o mestissos, d'ascendència espanyola i indígena, encara que, amb la immigració subseqüent, el terme s'utilitzaria per a referir-se als ramaders, bé siguin d'ascendència europea, mestissa, o fins i tot mulata o africana, depenent de la regió.
El poema èpic Martín Fierro de José Hernández utilitza el gautxo com a símbol de la tradició nacional argentina, en contraposició a les tendències europeïtzants, i fins i tot a la corrupció.

## Dieta
La dieta dels gautxos consisteix, tradicionalment, en carn de bestiar, i herba mate, una infusió d'herbes plena de nutrients. La cuina tradicional argentina es basa en les senzilles receptes dels gautxos.

## Vestuari
Pel que fa a la vestimenta, els gautxos difereixen dels cowboy nord-americans i els charros mexicans, ja que el gautxo utilitza un ponxo, equivalent al jorongo mexicà, per a protegir-se de les inclemències del temps, un facón o punyal, ganivet llarg, un rebenque (fuet), i uns pantalons bombats denominats bombatxos, barret o chambergo, botes, esperons i un tirador anomenat rastra a manera de cinturó.
També utilitzen boleadoras, tres pedres cobertes amb cuir, enllaçades amb tires de cuir, a més del llaç de cuir.